# Liebfrauenschule Geldern

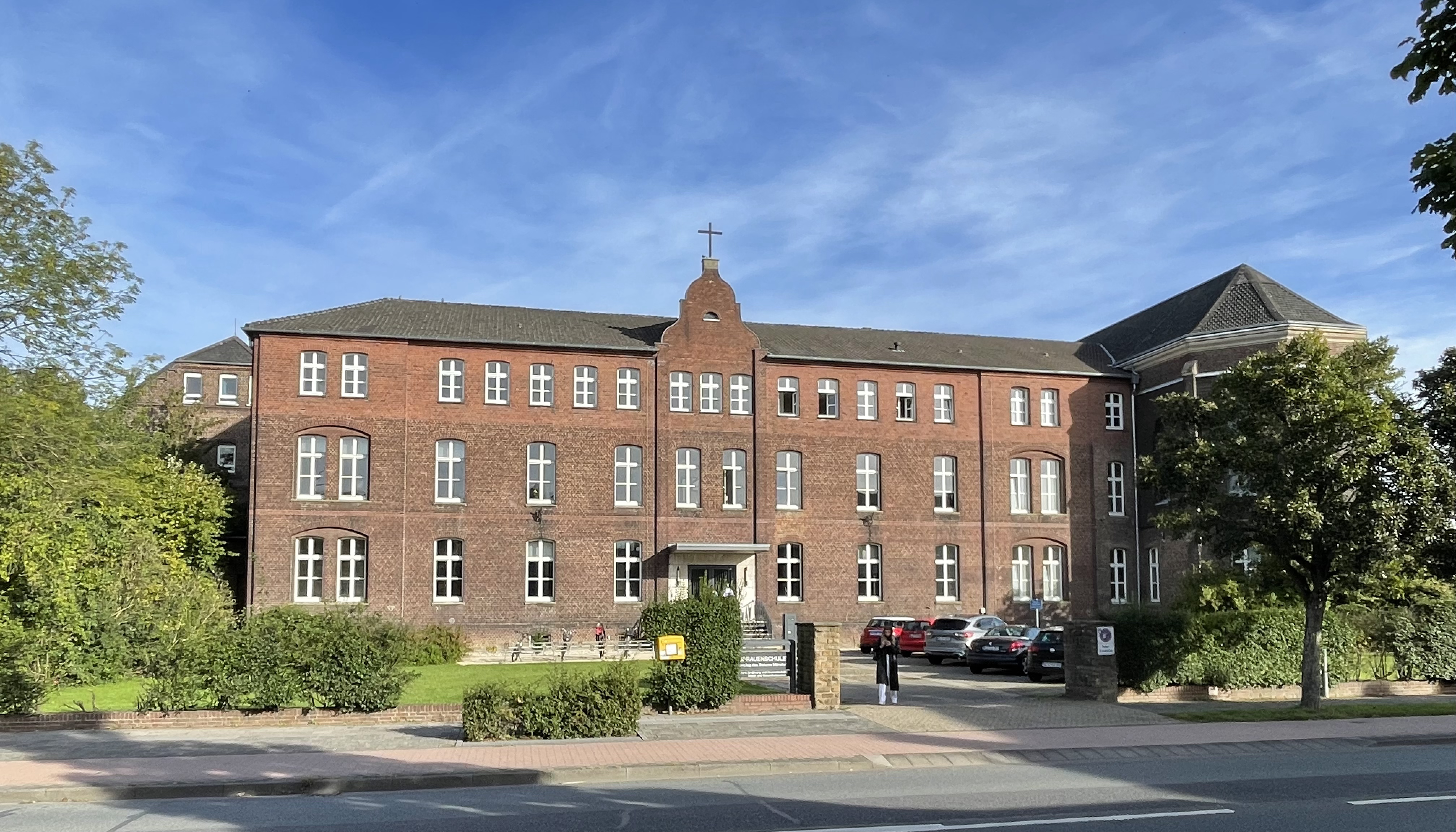
Blick auf den 1892 errichteten Südflügel der Liebfrauenschule. (Foto: Hülk)

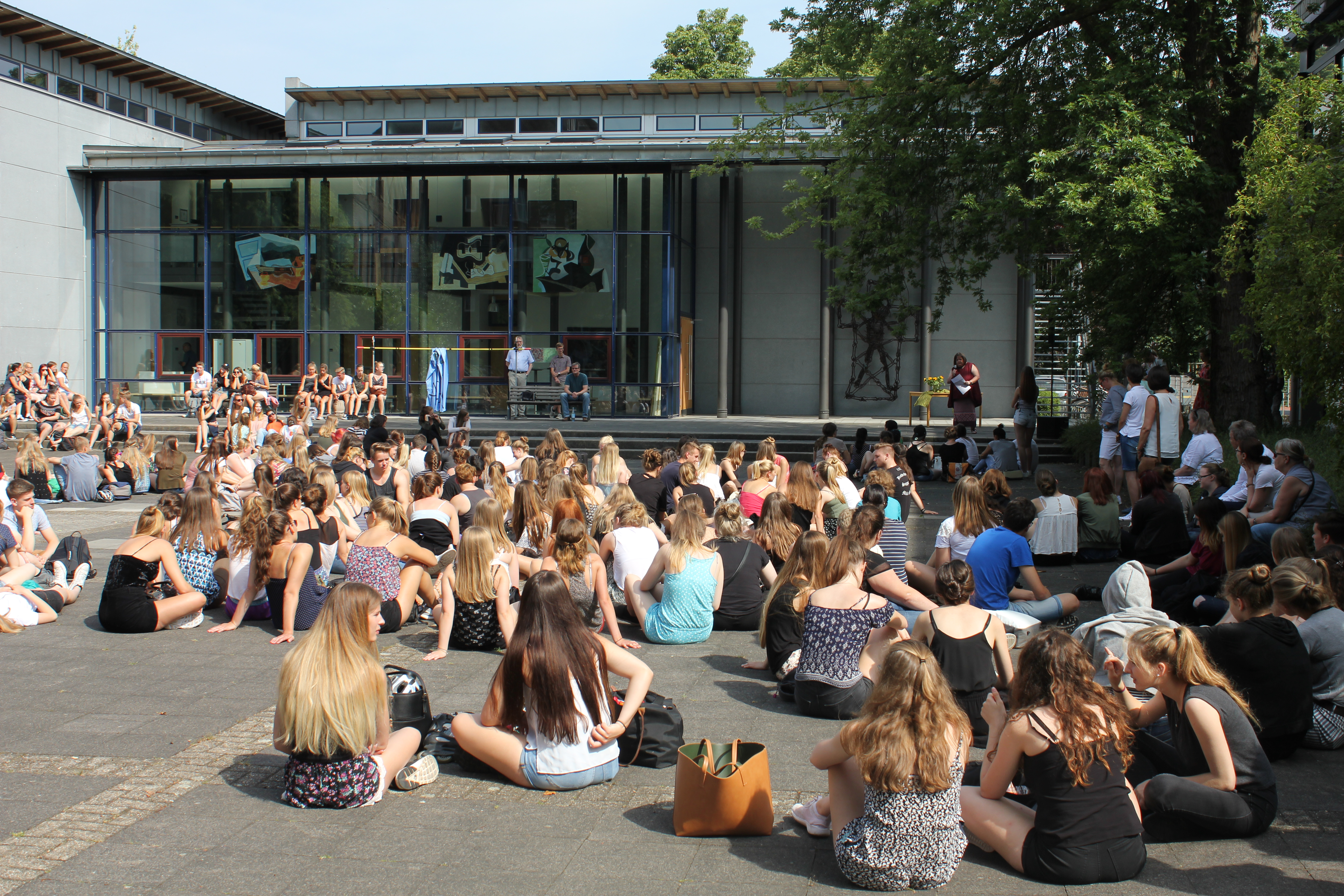
Innenhof des Berufskollegs Liebfrauenschule mit L-Gebäude. (Foto: Hülk)

Das Berufskolleg Liebfrauenschule Geldern ist eine Schule in Trägerschaft des Bistums Münster. Der offizielle Name lautet Liebfrauenschule Geldern, Berufskolleg des Bistums Münster. Rund 850 Schüler werden dort von rund 65 Lehrern unterrichtet. Das Einzugsgebiet erstreckt sich über den Kreis Kleve hinaus bis in den Kreis Wesel und Viersen.
Das Berufskolleg ist Teil eines Schulzentrums, zu dem die ebenfalls Liebfrauenschule genannte bischöfliche Realschule für Mädchen gehört, die 1962 eröffnet wurde, aber eigenständig vom Berufskolleg ist.

## Geschichte
Das Berufskolleg Liebfrauenschule wurde 1892 von den Schwestern Unserer Lieben Frau als „Landwirtschaftliche Haushaltungsschule“ gegründet, 1893 folgten die Eröffnung und Einweihung der Schule und des Internats. Bildungspolitische Veränderungen führten im Laufe der Zeit dazu, dass das Berufskolleg unterschiedliche Bildungsgänge mit den Schwerpunkten „Ernährung und Hauswirtschaft“ sowie „Gesundheit und Soziales“ vereint.
Ab 1919 wurden in der neu errichteten Wirtschaftlichen Frauenschule Frauen zu Lehrerinnen der landwirtschaftlichen Haushaltungskunde ausgebildet. Als Folge der nationalsozialistischen Schul- und Bildungspolitik durften dort ab 1935 keine Lehrerinnen für Landwirtschaft mehr ausgebildet werden. Sie wurde daher in die Höhere Landfrauenschule umgewandelt, deren Oberstufe aber durch Erlass des Reichsministers für Wissenschaft, Erziehung und Volksbildung 1939 geschlossen werden musste. Teile der Schule dienten am Ende des Zweiten Weltkrieges als Lazarett.
Am 1. April 1945 nahm die Landfrauenschule mit 20 Schülerinnen den Unterricht wieder auf. Ein Jahr später besuchten bereits 120 Schülerinnen die Ober- und Unterklassen.
In den folgenden Jahrzehnten entfaltete sich die Liebfrauenschule durch die Errichtung zahlreicher neuer Bildungsgänge. Hierzu zählen beispielsweise die Fachschule für Wirtschafterinnen (1962), die zweijährige Berufsfachschule für Ernährung und Hauswirtschaft (1966), die Fachoberschule für Ernährung und Hauswirtschaft (1969), die damals so genannte Fachoberschule für Sozialpädagogik/Sozialarbeit (1969), die Fachschule für Sozialpädagogik (1971), die Fachschule für Ernährung und Hauswirtschaft (1986), die Fachschule für Heilpädagogik (1988) und die Fachschule für Heilerziehungspflege (1996). Seit 2002 werden zudem Schüler zu staatlich geprüften Sozialassistenten ausgebildet.
Seit 1989 besteht an der Liebfrauenschule die Möglichkeit, im Beruflichen Gymnasium die Allgemeine Hochschulreife zu erlangen. Als erstes Berufskolleg in Nordrhein-Westfalen eröffnete die Liebfrauenschule einen Bildungsgang mit dem Leistungskurs Ernährungslehre mit Chemie, drei Jahre später mit dem Leistungskurs Erziehungswissenschaft. Außerdem kann an der Liebfrauenschule die Allgemeine Hochschulreife mit der Zusatzqualifikation zum Freizeitsportleiter erworben werden.
Seit 1971 werden an der Liebfrauenschule auch Jungen unterrichtet.
Zum 1. Januar 1976 übergaben die Schwestern Unserer Lieben Frau die Trägerschaft der Schule an das Bistum Münster. Das angegliederte Internat blieb noch in Trägerschaft des Ordens, wurde aber am Ende des Schuljahres 2001/2002 geschlossen.
Bereits 1985, als es für westdeutsche Schulen noch unüblich war, bot eine schuleigene Mensa montags bis freitags Menüs und unterschiedliche Imbisse für Schüler und Lehrer an.

## Abschlüsse
Am Berufskolleg Liebfrauenschule sind verschiedene Schulabschlüsse möglich. Sie reichen vom Mittleren Schulabschluss über die Fachhochschulreife bis zur Allgemeinen Hochschulreife.
Als Berufsabschlüsse können erworben werden:
- staatlich geprüfter Sozialassistent
- staatlich anerkannter Erzieher (sowohl konsekutiv als auch praxisintegriert)
- staatlich anerkannter Heilerziehungspfleger

## Kooperationspartner
Die Liebfrauenschule arbeitet eng mit Institutionen, Verbänden und Firmen zusammen, um den Schülerinnen und Schülern sowie den Studierenden der Bildungsgänge einen Einblick in die Berufswelt zu gewähren.
Feste Kooperationen bestehen mit:
- Dr. Oetker-Frischeprodukte Moers K.G.
- Caritasverband Geldern-Kevelaer e.V.
- Sanitätshaus Kessels, Geldern
- Bildungseinrichtungen am St. Bernhard-Hospital Kamp-Lintfort
- St. Clemens-Hospital / Gelderland-Klinik
- Landesprogramm Bildung und Gesundheit NRW
- Sparkasse Krefeld
- Bundesagentur für Arbeit
- Liebfrauenschule, bischöfliche Realschule für Mädchen
- Sekundarschule der Stadt Straelen

Eine enge Zusammenarbeit besteht darüber hinaus mit der Pfarrgemeinde St. Maria Magdalena in Geldern.

## Persönlichkeiten
- Eva Bühnen, Schauspielerin
- Maria Geroldine Dörpinghaus, Ordensfrau, Künstlerin
- Norbert Killewald, Politiker
- Benedikt Negro, geb. Plümpe, Mime, Schauspieler und Clown, Hauptdarsteller im Cirque du Soleil in Las Vegas
- Inga van Endern, mehrfache Weltmeisterin im Einradfahren